# (9240) Nassau
(9240) Nassau (1997 KR3) – planetoida z pasa głównego asteroid okrążająca Słońce w ciągu 5,52 lat w średniej odległości 3,12 j.a. Odkryta 31 maja 1997 roku.